# Ein liebenswerter Schatten
Ein liebenswerter Schatten ist eine 1971 entstandene britische Filmkomödie von Carol Reed, dessen letzte Kinoinszenierung dies war. In den Hauptrollen sind Mia Farrow als junge Ehefrau und Topol als ihr „liebenswerter“ Schatten zu sehen. Drehbuchautor Peter Shaffer lieferte auch die Romanvorlage The Public Eye. Unter diesem Titel wurde der Streifen auch in den USA vertrieben.

## Handlung
London, zu Beginn der 1970er Jahre. Der korrekte und ein wenig langweilige Steuerberater Charles ist mit der flippigeren Amerikanerin Belinda verheiratet. Gerade weil er so staubtrocken ist, traut er seiner unkonventionelleren Gattin zu, in seiner Abwesenheit fremdzugehen. Charles beauftragt daraufhin den Privatdetektiv Julian, einen wuschelköpfigen Mann griechischer Herkunft, der mehr als nur einen Spleen hat: Er solle, so Charles, Belindas unsichtbarer Schatten werden, ihr auf Schritt und Tritt folgen, um Beweise für eine amouröse Untreue zu sammeln. Doch Belinda ist treu und verbringt ihre einsamen Stunden ohne den vielbeschäftigten Göttergatten im Kino mit Horrorfilmen, dem Besuch von Delphin-Aquarien, Stadtparks oder Gewächshäusern. Zehn Tage lang bleibt Julian Belindas stummer Schatten, der ihr allmählich auffällt, ohne dass er jemals mit ihr spricht.
Auch sie fasst allmählich Zuneigung zu dieser skurrilen, menschlichen Klette. Bald sind die beiden unzertrennbare Gefährten, und Julian schließt sich Belindas Unternehmungen an. Man geht gemeinsam ins Kino, macht Picknicks und unternimmt Bootsfahrten. Julians Zuneigung äußert sich in Gesten und Blicken, nie durch Anzüglichkeiten oder verbale Plattitüden. Beide sind mit diesem unausgesprochenen Arrangement glücklich, und Belinda fühlt sich nach langer Zeit endlich wieder einmal beachtet. Schließlich naht der Augenblick, an dem Julian seinem Auftraggeber Rechenschaft abgeben muss. Er rät Belinda, sich wieder ihrem Gatten anzunähern, sich ihm verstärkt zuzuwenden und ihm abzuverlangen, dass er sich fortan ihren Stadterkundungen anschließt, um zu retten, was in alltäglicher Langeweile und Eintönigkeit erstarrt ist. Julian wiederum „beichtet“ Charles die Lüge, dass er der vermutete, andere Mann im Leben Belindas sei, was im gewissen, wenn auch nicht unbedingt ehebrecherischem Sinne sogar der Wahrheit entspricht.

## Produktionsnotizen
Ein liebenswerter Schatten wurde im Juli 1972 sowohl in den USA als auch in Deutschland erstmals gezeigt.
Die Filmbauten entwarf Terence Marsh, die Kostüme Julie Harris.

## Auszeichnungen
Auf dem Filmfestival von San Sebastian wurden sowohl Mia Farrow als auch Topol in der Kategorie „Beste/r Darsteller/in“ ausgezeichnet.

## Kritiken
Der Movie & Video Guide befand: „Farrow ist gut, aber Topols Grinsen blitzt wirklich zu oft auf.“
Halliwell‘s Film Guide sah in dem Film eine „schwerfällige, schrullige Wiedergabe eines schwerfälligen, schrulligen Einakters, der nie zu Leben erblüht oder Interesse erweckt.“

„Vom US-Boulevard-Theater hat Regisseur Carol Reed (‚Der dritte Mann‘) einen Komödienstoff bezogen, der so apart und herzig ist, daß sich das Publikum zwei Filmdrittel lang ums Amüsement nicht zu sorgen braucht.“

Das große Personenlexikon des Films attestierte der „eigentümliche(n), unkonventionelle(n) Love Story … Ansätze von Humor bzw. Charme.“

„Etwas sentimentale, aber humor- und verständnisvolle Lektion über zwischenmenschliche Beziehungen; auch formal bemerkenswert.“